# Тамара Моравкова
Тамара Моравкова (словац. Tamara Morávková; нар. 2 січня 2002) — словацька футболістка.

## Клубна кар'єра
Тамара Моравкова народилася у Скалиці, має брата-близнюка. Почала грати у футбол у п'ять років.  
Першою командою для дівчини був клуб «Сениця». На професійному рівні виступала у складі  «Слована» (Братислава).
У 2021 році Моравкова підписала дворічний контракт з чеською командою «Словацко». У 2022 році вона була визнана найкращою молодою футболісткою Словаччини.
У березні 2023 року Тамара Моравкова перейшла до празької «Славії» та ставала чемпіонкою країни та володаркою кубка Чехії три роки поспіль.

## Кар'єра в збірній
1 вересня 2022 року Тамара Моравкова дебютувала за збірну Словаччини у відбірковому матчі до чемпіонату світу 2023 року проти збірної Грузії. 
У розіграші Ліги націй 2025 року вона забила 6 голів у 6 матчах, що зробило її, разом з Емі Томпсон з Люксембургу, найкращими бомбардирами турніру.